# Scrypt
Pour les articles homonymes, voir script.
En cryptographie, scrypt est une fonction de dérivation de clé, originellement créée par Colin Percival pour le service de stockage en ligne Tarsnap (en). L'algorithme a été précisément conçu de façon qu'il soit coûteux en calcul et en mémoire notamment sur des architectures dédiées. En 2012, Scrypt a été proposé en tant que standard Internet par l'IETF. Une version simplifiée de scrypt est actuellement utilisée par certaines crypto-monnaies, comme Litecoin et Dogecoin.

## Fonction de dérivation de clé
Une fonction de dérivation de clé est en général conçue de façon à nécessiter d'importants calculs afin d'augmenter le temps nécessaire à son obtention (de l'ordre de quelques centaines de millisecondes). Les utilisateurs légitimes ne faisant appel qu'une seule fois à la fonction de dérivation (par exemple dans le cas d'une authentification), le temps de calcul est alors négligeable. En revanche, le temps nécessaire à une attaque par force brute serait prohibitif voire, dans l'idéal, impossible.

## Implémentations
- Scrypt (Java)
- cryptsharp (C#)
- scrypt (Go)
- php-scrypt (PHP wrapper)
- scrypt (Ruby)
- scrypt-for-delphi (Delphi)
- pylibscrypt (Python) et inclus dans la bibliothèque standard hashlib à partir de Python 3.6[4]